# Arta (district régional)
Pour les articles homonymes, voir Arta.
Le district régional d'Arta (en grec moderne Περιφερειακή ενότητα Άρτα / Árta) est un district régional de Grèce. Il fait partie de la périphérie (région) d’Épire, et son chef-lieu est la ville d'Árta. Avant 2010 et la réforme Kallikratis, il avait le statut de nome avec la même étendue géographique. Il se situe au nord du golfe Ambracique, bordé de montagnes au nord-est et de plaines agricoles à l’Ouest.
Le district régional d’Arta partage ses frontières avec les districts régionaux de Préveza à l’ouest, de Ioánnina au nord, de Tríkala et de Karditsa à l’est et d’Étolie-Acarnanie au sud. Sa frontière orientale est formée par le fleuve Achéloos.
Le recensement de population de 2021 aboutit à 79776 habitants dans ce district régional. La majorité de la population vit dans les parties ouest, sud et est du district ; le sud-est et le nord sont les parties les moins peuplées.

## Histoire
La région autour d’Árta fut rattachée à la Grèce en 1881 et fut alors la seule de l’Épire à faire partie de la Grèce.

## Dèmes (municipalités) et communes
| Dème                 | Code YPES | Siège (si différent) | Code postal | Préfixe tel. |
| -------------------- | --------- | -------------------- | ----------- | ------------ |
| Ágnanda              | 06 01     |                      | 470 43      | 26850-3      |
| Amvrakikós           | 06 03     | Anéza                | 471 00      | 26810-4      |
| Árachtos             | 06 04     | Neochóri (el)        | 470 41      | 26810-8      |
| Árta                 | 06 05     |                      | 471 00      | 26810        |
| Athamánio            | 06 02     | Vourgaréli           | 470 45      | 26850-2      |
| Filothéi             | 06 16     | Chalkiádes (el)      | 470 42      | 26810        |
| Geórgios Karaïskákis | 06 07     | Diasello             | 470 48      | 26810-67     |
| Iráklia              | 06 08     | Áno Kalendíni (el)   | 470 44      | 26810-68     |
| Kombóti              | 06 11     |                      | 470 40      | 26810-65     |
| Péta                 | 06 14     |                      | 472 00      | 26810-8      |
| Tetrafylía           | 06 15     | Astrochóri (el)      | 470 47      | 26850        |
| Vlachérna            | 06        | Grammenítsa (el)     | 471 00      | 26810-85     |
| Xirovoúni            | 06 13     | Ammótopos            | 482 00      | 26830-81     |
| Commune              | Code YPES |                      | Code postal | Préfixe tel. |
| Komméno              | 06 10     |                      | 471 00      | 26830-69     |
| Melissourgí          | 06 12     |                      | 471 00      | 26830-26     |
| Theodóriana          | 06 09     |                      | 470 45      | 26850-22     |